# Enskogssångare
Enskogssångare (Leiothlypis virginiae) är en fågel i familjen skogssångare inom ordningen tättingar som förekommer i sydvästra Nordamerika.

## Utseende och läten
Enskogssångare är en mycket liten (11–12 cm) skogssångare, likt dess nära släkting nashvilleskogssångaren med spetsig näbb, kort stjärt, tydlig vit ögonring och en liten röd hjässfläck som dock oftast är dold. Fjäderdräkten skiljer sig dock genom att vara genomgående grå utom gult på över- och undergumpen och en olivgul fläck på bröstet. Även de gråaste nashvilleskogssångarna är åtminstone något grönaktiga ovan. Den klara men svaga sången är mörkare och mindre ordnad än nashvilleskogssångarens, i engelsk litteratur återgiven som: "seedi seedi seedi seedi silp silp suwi suwi". Lätena liknar nashvilleskogssångarens.

## Utbredning och systematik
Fågeln häckar i bergstrakter i sydvästra USA och övervintrar till sydvästra Mexiko. Den behandlas som monotypisk, det vill säga att den inte delas in i några underarter. 

### Släktestillhörighet
Tidigare placerades enskogssångare i släktet Vermivora men DNA-studier visar att den inte är nära släkt med typarten i Vermivora, blåvingad skogssångare. Numera placeras den därför i ett annat släkte, Leiothlypis.

## Status och hot
Arten har ett stort utbredningsområde och en stor population, men tros minska i antal, dock inte tillräckligt kraftigt för att den ska betraktas som hotad. Internationella naturvårdsunionen IUCN kategoriserar därför arten som livskraftig (LC). Beståndet uppskattas bestå av 900 000 vuxna individer.

## Namn
Fågelns vetenskapliga artnamn hedrar Mary Virginia Childs Anderson (1833-1912), fru till arméläkaren Dr William Wallace Anderson. Tidigare kallades den Virginias skogssångare även på svenska, men justerades 2023 till ett mer informativt namn av BirdLife Sveriges taxonomikommitté.